# Pompoï (département)
Pour les articles homonymes, voir Pompoï.
Pour le village chef-lieu, voir Pompoï (Burkina Faso).
Pompoï est un département et une commune rurale de la province des Balé, situé dans la région de la Boucle du Mouhoun au Burkina Faso.
En 2019, le département comptait 14 067 habitants,.

## Villages
Le département et la commune rurale de Pompoï est administrativement composé de onze villages, dont le village chef-lieu homonyme (données de population consolidées issues du recensement général de 2006) 
- Battiti (595 habitants)
- Fégué (168 habitants)
- Kiétou	(400 habitants)
- Kokoï (1 024 habitants)
- Konkoliko (1 786 habitants)
- Pana (881 habitants)
- Pani (189 habitants)
- Pompoï (2 836 habitants), chef-lieu
- Pompoï-Gare (943 habitants)
- San (1 392 habitants)
- Sio (818 habitants)